# Punasa
Punasa es un tehsil del distrito de Khandwa, en el estado de Madhya Pradesh, India. De acuerdo con el censo del país, en 2011 contaba con una población total de 236,806 habitantes.
Punasa es una ciudad antigua, con muchos sitios de adoración, como muchas otras ciudades de la India. Está a 120 kilómetros de Indore, la capital comercial del estado. La ciudad tiene más de mil años y está rodeada por un bosque en el valle del río Narmada. 
En las inmediaciones de dicho río, concretamente en Narmada Nagar, el gobierno de Madhya Pradesh ha construido el dique de Indirasagar. La primera piedra de la obra fue colocada por Indira Gandhi. La construcción del dique principal empezó en 1992. 